# Dicranomyia vilae
Dicranomyia vilae là một loài ruồi trong họ Limoniidae. Chúng phân bố ở miền Australasia.